# Yann Huguet
Yann Huguet (født 2. maj 1984) er en fransk tidligere professionel cykelrytter.